# Kdyně
Kdyně é uma cidade checa localizada na região de Plzeň, distrito de Domažlice.